# Vrigstad

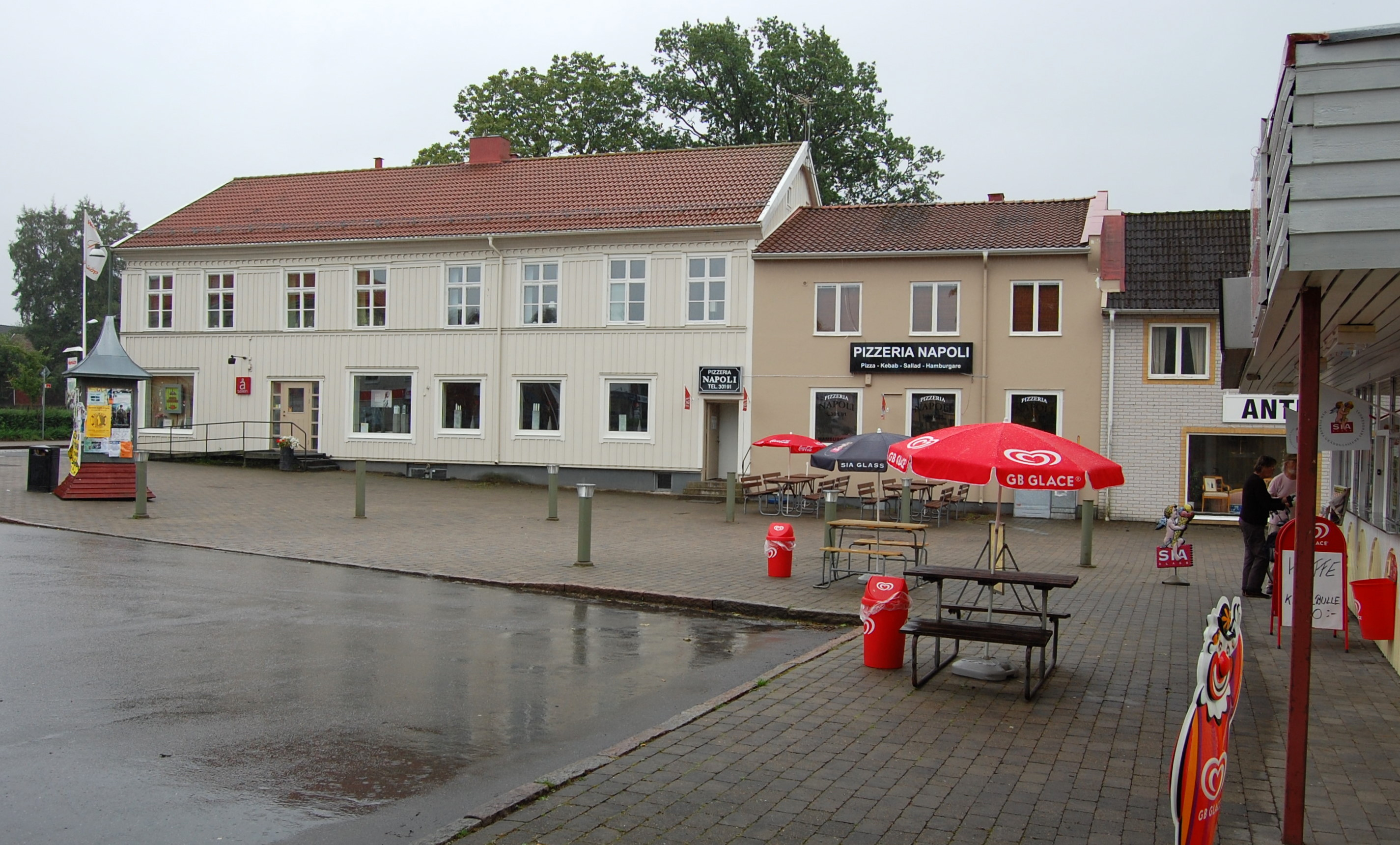
Platz in Vrigstad

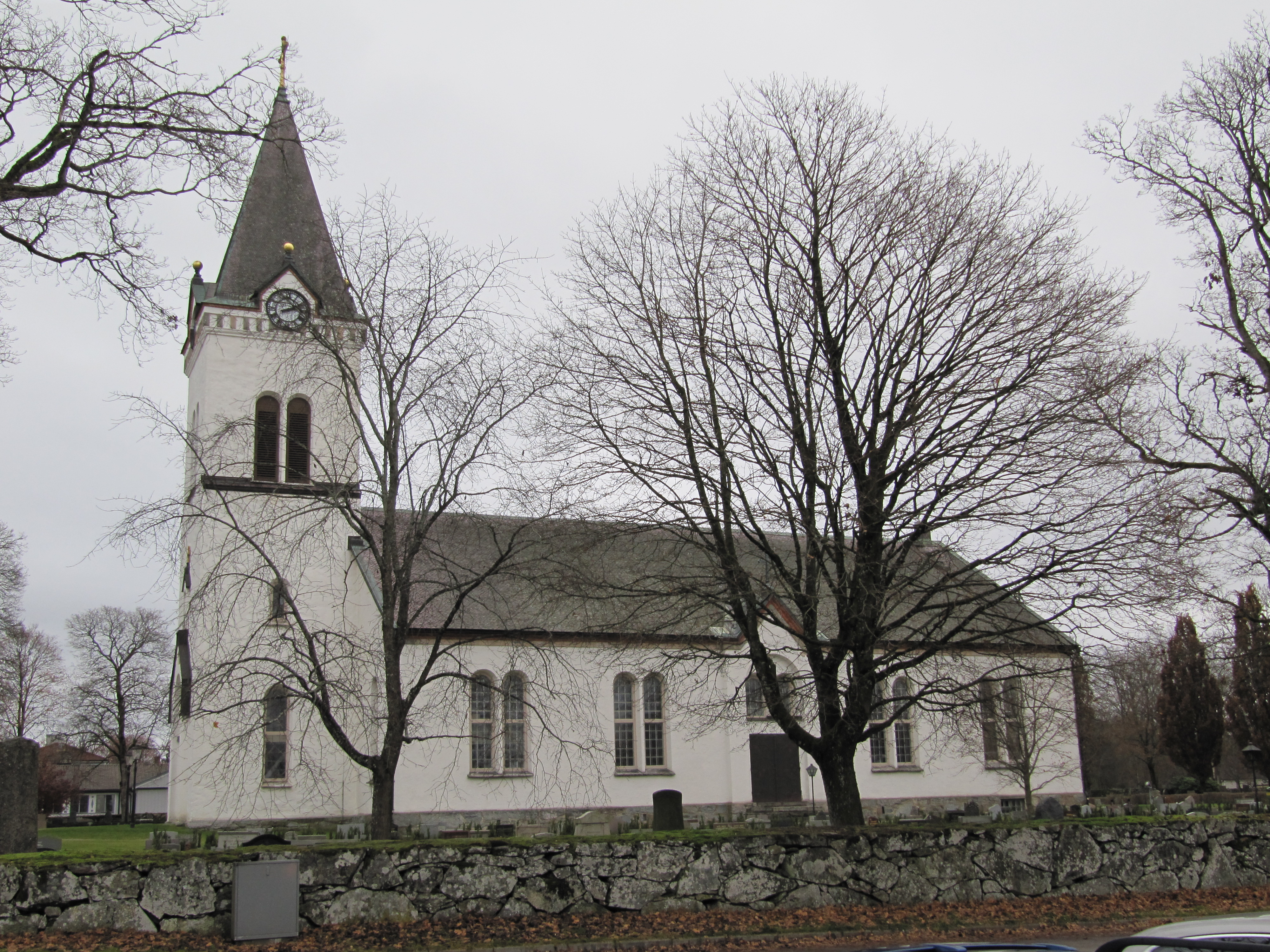
Kirche von Vrigstad

Vrigstad ist ein Ort (tätort) in der schwedischen Provinz Jönköpings län und der historischen Provinz Småland.
Der Ort liegt auf dem Südhang des Småländischen Hochlands in einer Höhe von etwa 200 Meter über dem Meeresspiegel und ist von Seen und Wäldern umgeben.

## Geschichte
Der Ort in der Gemeinde Sävsjö ist ein alter Handelsplatz und liegt entlang der Handelsroute Vetlanda-Värnamo. Durch den Ort fließt der Vrigstadsån. Der Name Vrigstads soll sich von Ort an gewundenem Flusslauf herleiten. In unmittelbarer Nähe befinden sich eine Steinsetzung sowie Reste häuslicher Siedlungen aus der Stein- und Bronzezeit.
Im Ort bestand ein Gasthof in dem auch der berühmte Biologe Carl von Linné übernachtete. Die Tradition wird vom in der Nähe der Kirche gelegenen Vrigstads Wärdshus fortgeführt.
Am Fluss siedelten sich mehrere Industriebetriebe an, die heute jedoch nicht mehr bestehen. So gab es eine Brauereien, Färbereien und Gerbereien. Im Ort bestehen heute vor allem Betriebe der Holzwirtschaft, die die umliegenden Wälder als Rohstofflieferant nutzen, so Sägewerke und Unternehmen zur Fertigung von Möbeln und Fertighäusern.
Bis ins 18. Jahrhundert war Vrigstad wichtiger Handelsplatz, jedoch verlor der Ort spätestens mit dem Bau der Södra stambanan und der damit verbundenen Bahnhofseröffnung im Nachbarort Sävsjö an Bedeutung.
1971 wurde Vrigstad Teil der Gemeinde Sävsjö.

## Sehenswürdigkeiten
Im Ort befindet sich mit dem Gamla Bankgården Vrigstad ein Bankmuseum. Etwas westlich des Ortszentrums liegt die Kirche von Vrigstad. Nordöstlich von Vrigstad an der Straße nach Sävsjö liegt das aus der Eisenzeit stammende Gräberfeld von Vrigstad.

## Söhne und Töchter der Stadt
In Vrigstad geboren wurden:
- Oscar Louis Carlstrom (1879–1950), schwedischer Politiker
- Einar Ralf (1888–1971), Opernsänger und Komponist
- Åke Edwardson (* 1953), Schriftsteller

Der schwedische Maler Ture Fabiansson (1910–1994) sowie der Übersetzer geistlicher Lieder David Evert Ekman (1916–2000) verstarben in Vrigstad.